# Toyota Corolla Cross
Toyota Corolla Cross (яп. トヨタ・カローラクロス, Toyota Karōra Kurosu) — компактний кросовер-позашляховик (C-сегмент) виробництва японського автовиробника Toyota. Прийнявши шильдик Corolla, він позиціонується як більш практична та більша альтернатива C-HR і побудований на тій же платформі TNGA-C (GA-C), що й Corolla серії E210. За розміром Corolla Cross знаходиться між C-HR і RAV4 в лінійці кросоверів позашляховиків Toyota. Вперше він був представлений у Таїланді в липні 2020 року разом з іншими ринками Південно-Східної Азії та на Тайвані в тому ж році, тоді як його впровадження на інших ринках почалося в 2021 році.

## Опис

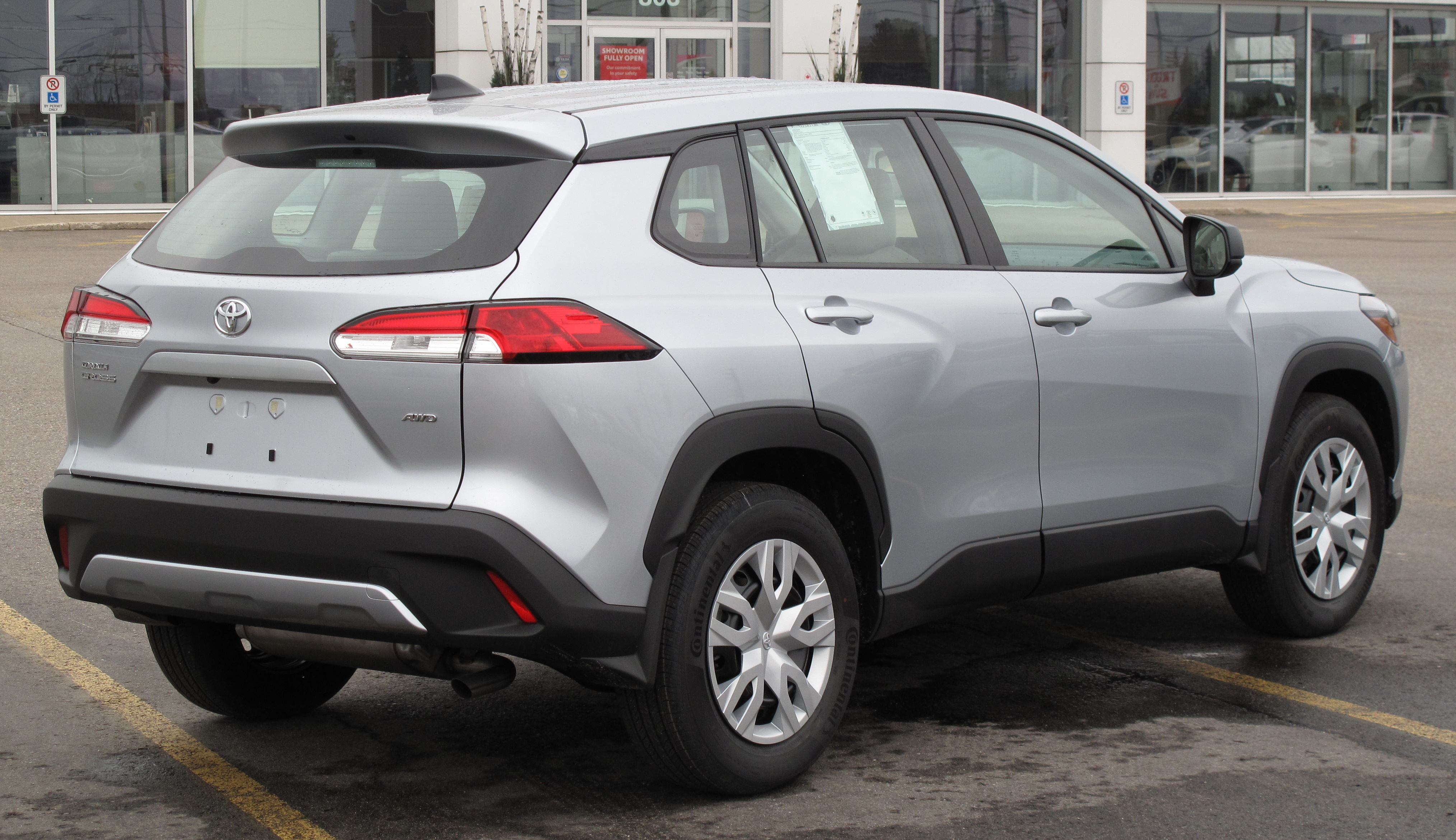

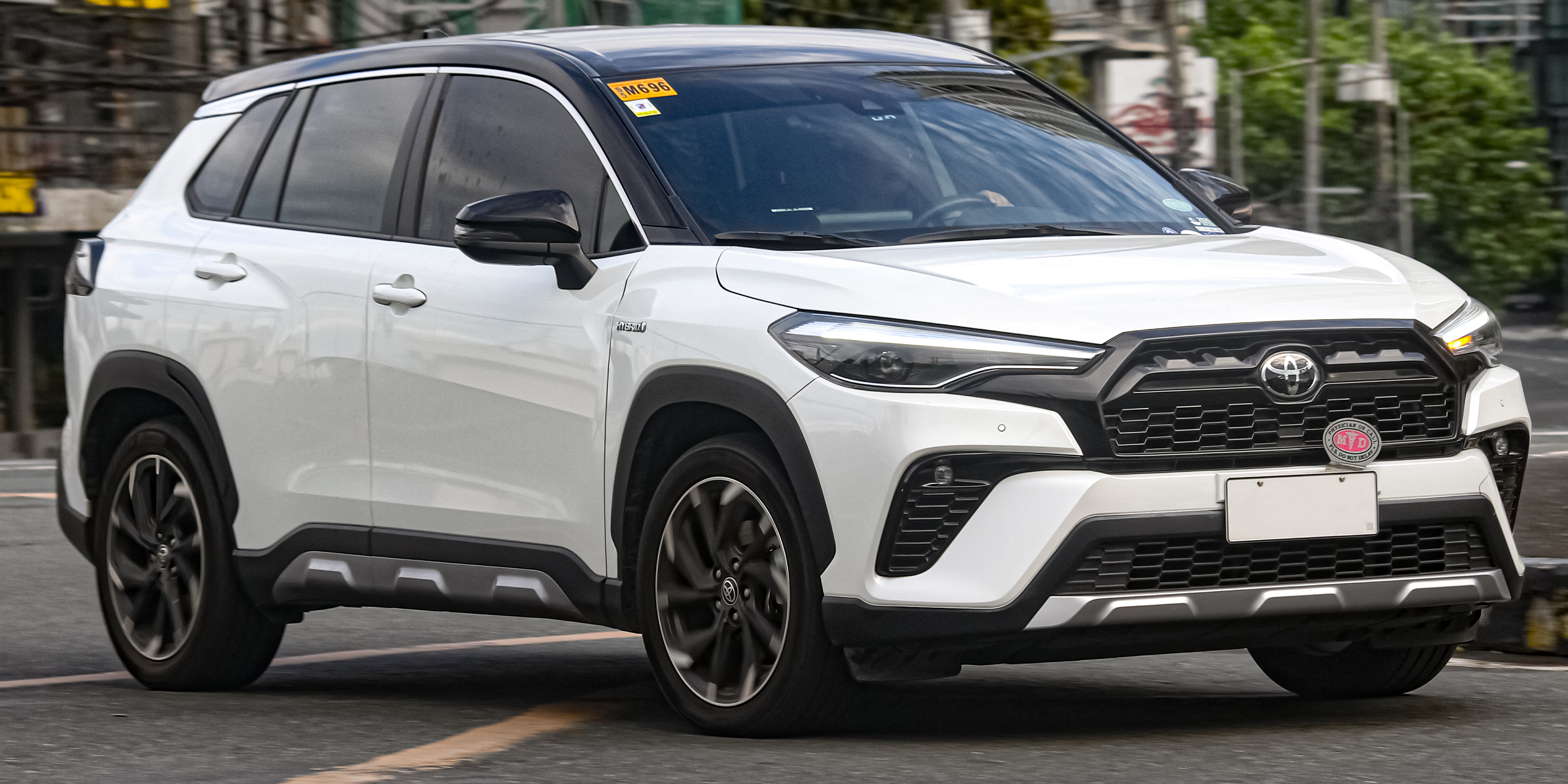
Toyota Corolla Cross Hybrid GR Sport

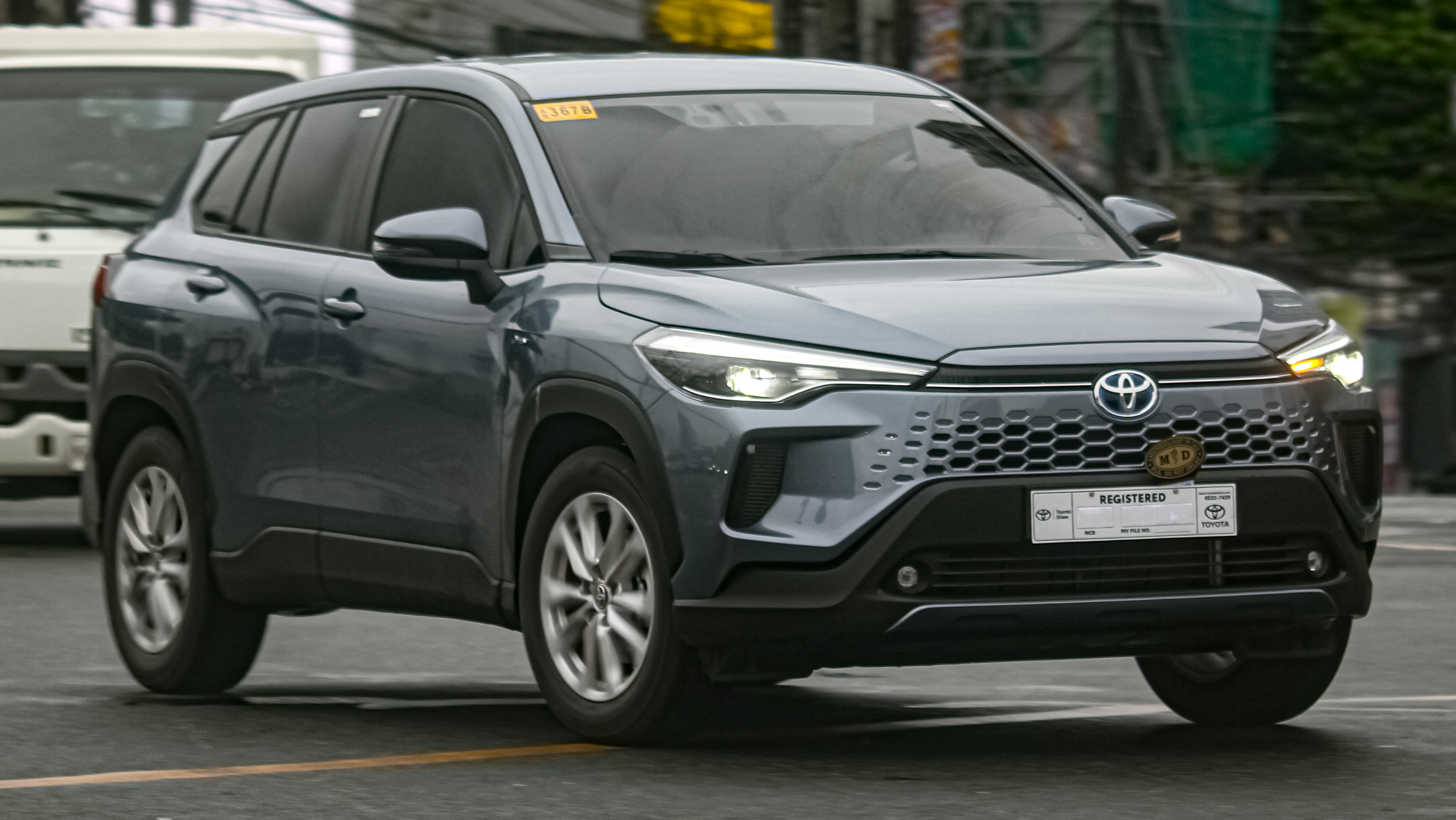
Toyota Corolla Cross Hybrid (з 2025)

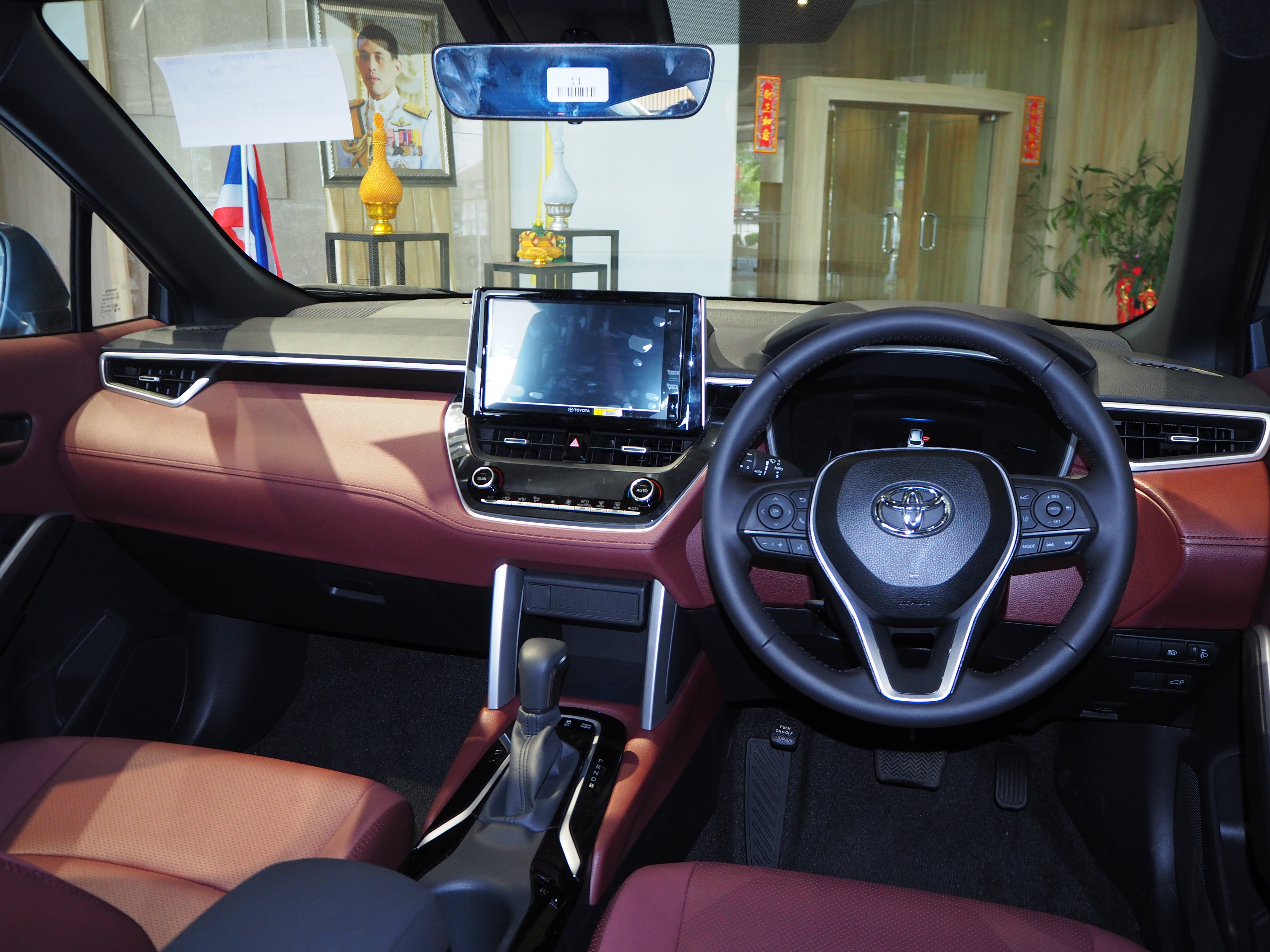

Corolla Cross — це другий кросовер Toyota, побудований на платформі GA-C, після меншого C-HR, який був випущений у 2016 році. Автомобіль має ту саму колісну базу 2640 мм, що й C-HR, але має більший внутрішній простір і практичність. Для передньопривідних моделей він оснащений передньою підвіскою McPherson і задньою підвіскою на торсіонній балці замість незалежної задньої підвіски, яка використовується на звичайних Corolla і C-HR, щоб заощадити внутрішній простір і зменшити витрати, в той час як повнопривідні моделі все ще мають задні незалежні блоки.
Інтер'єр загальний зі звичайною Corolla, з незначними переробками. Він пропонує заявлений об’єм багажника 487 л, якщо він оснащений комплектом для ремонту проколів, і 440 л із тимчасовим запасним колесом.
Станом на грудень 2021 року Corolla Cross виробляється в Японії, Таїланді, Тайвані, Бразилії, США, Південній Африці, Малайзії та Китаї. Toyota Australia підтвердила, що імпортуватиме автомобіль з Японії з кінця 2022 року.

## Двигуни
Бензинові:
- 1798 см3 2ZR-FE I4 140 к.с. (ZSG10)
- 1798 см3 2ZR-FAE I4 140 к.с. (ZSG11)
- 1986 см3 M20A-FKS I4 171 к.с. (MXGA10/15; Японія і Пн. Америка)
- 1986 см3 M20C-FKS I4 171 к.с. (MXGA10; Frontlander)
- 1986 см3 M20E-FKS I4 171 к.с. (MXGA10; Китай)

Бензинові flex-fuel:
- 1798 см3 2ZR-FBE I4 140 к.с. (ZSG10; Таїланд)
- 1986 см3 M20A-FKB I4 177 к.с. (MXGA10; Бразилія)

Бензинові hybrid:
- 1798 см3 2ZR-FXE I4 122 к.с. (ZVG10/11/15/16)
- 1986 см3 M20A-FXS I4 197 к.с. (MXGH10/15; Європа)
- 1987 см3 M20F-FXS I4 (MXGH10; Frontlander)
- 1987 см3 M20G-FXS I4 (MXGH10; Китай)

## Продажі
| рік  | Таїланд | В'єтнам | Індонезія | Філіппіни | Тайвань | США   | Бразилія | Аргентина |
| ---- | ------- | ------- | --------- | --------- | ------- | ----- | -------- | --------- |
| 2020 | 12,945  | 7,070   | 1,101     | 598       | 12,080  |       |          |           |
| 2021 | 18,770  | 18,411  | 1,519     | 1,539     | 40,675  | 7,203 | 34,255   | 4,629     |

## Нагороди
Corolla Cross стала автомобілем року в Південній Африці 2022 року.

## Концепт-кар

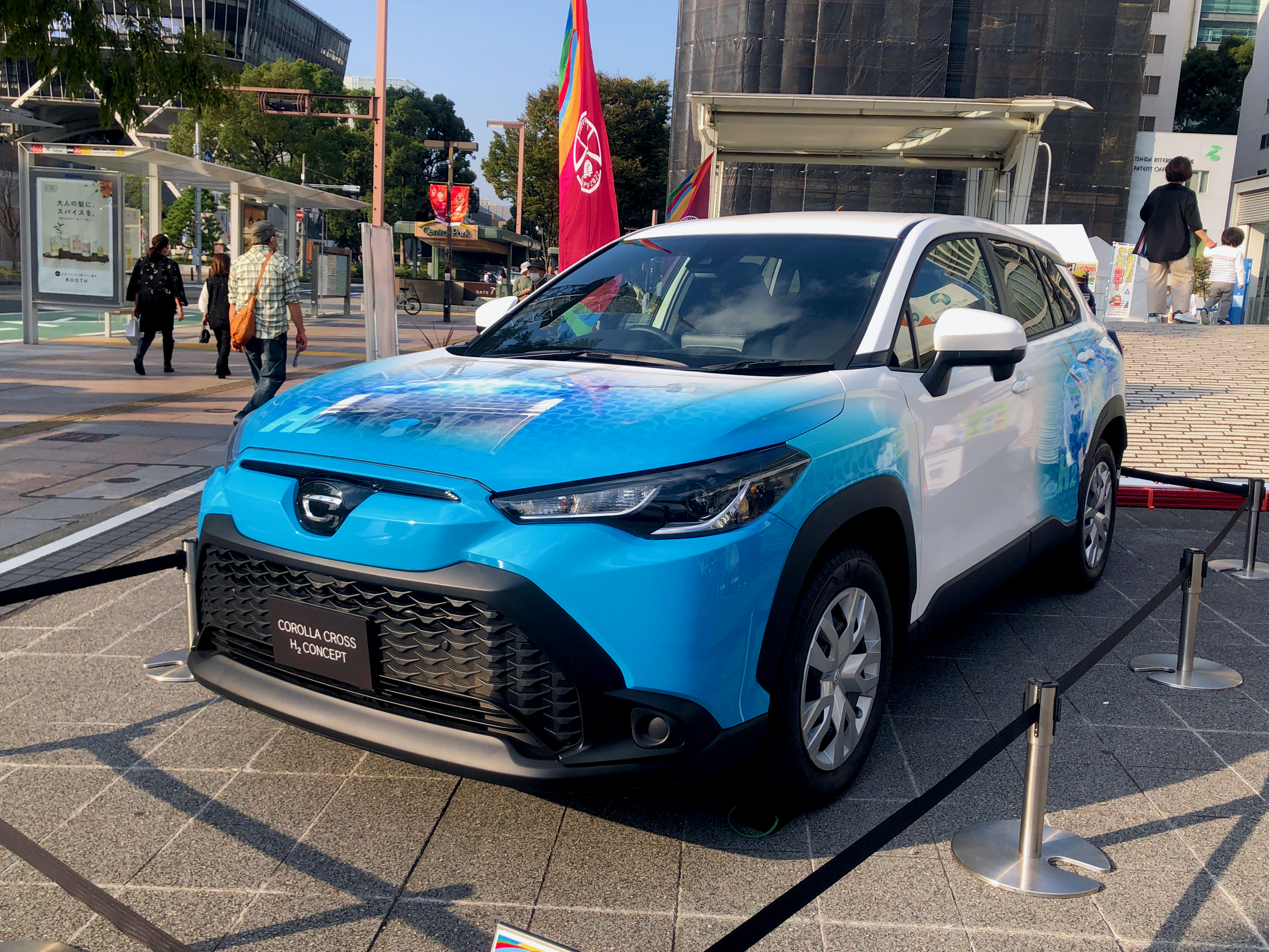
Corolla Cross H2 Concept

Corolla Cross H2 Concept — це прототип Corolla Cross, оснащений модифікованим двигуном G16E-GTS для роботи на водневому паливі.